# USS LST-4
O USS LST-4 foi um navio de guerra norte-americano da classe LST que operou durante a Segunda Guerra Mundial.

## História
O USS LST-4 teve o seu batimento de quilha ocorrido no dia 4 de julho de 1942 em Pittsburgh, Pennsylvania pela Dravo Corporation, sendo lançado ao mar no dia 9 de outubro de 1942, vindo a sua comissão no ano seguinte, no dia 14 de fevereiro de 1943.
Durante a Segunda Guerra Mundial o USS LST-4 participou do Teatro de Operações da Europa, participando das campanhas de Ocupação da Sicília (julho de 1943), participou dos desembarques em Salerno (setembro de 1943), e dos desembarques em Anzio-Nettuno (janeiro e fevereiro de 1943), tendo logo após participado da Invasão do sul da França (agosto e setembro de 1944).
Foi descomissionado no dia 23 de dezembro de 1944 em Bizerte, Tunísia, sendo transferido para a Marinha Real Britânica.

## Marinha Real Britânica
Foi comissionado na Marinha Real Britânica no dia 24 de dezembro de 1944 em Bizerte, como sendo o HM LST-4. Colidiu contra uma mina no dia 14 de janeiro de 1945 na passagem entre Taranto e Piraeus, sendo que seu destino final era Piraeus, Grécia, tendo permanecido neste porto até o mês de junho quando foi enviado para Alexandria, Egito e mais tarde foi para Malta onde sofreu os reparos necessários entre os dias 10 e 24 de outubro de 1945.
Foi vendido de volta à Marinha norte-americana no início de 1946. Perdeu a sua hélice propulsora na rota de volta para os EUA, sendo necessário ser rebocado até Norfolk, VA. por um outro LST, retornando então à custódia da Marinha norte-americana.
Foi retirado dos registro navais no mês de junho de 1946, sendo vendido como sucata no dia 10 de setembro de 1947 para a Boston Metals Company, de Baltimore, Maryland.
Durante a Segunda Guerra Mundial, o USS LST-4 recebeu quatro estrelas de batalha pelos seus serviços prestados.

## Campanhas
| Ocupação da Sicília           | julho de 1943               |
| Desembarques em Salerno       | setembro de 1943            |
| Desembarques em Anzio-Nettuno | janeiro e fevereiro de 1943 |
| Invasão do sul da França      | agosto e setembro de 1944   |

## Condecorações
| Medalha de Campanha Americana                       |
| Medalha de Campanha da Europa-África-Meio Leste (4) |
| Medalha da Vitória da Segunda Guerra Mundial        |